# Monster (chanson de Lady Gaga)
Pour les articles homonymes, voir Monster.
Pistes de The Fame Monster
Alejandro
(2) Speechless
(4)
Monster est une chanson de l’artiste américaine Lady Gaga, issue de son second album, The Fame Monster. Elle est écrite par Gaga, Space Cowboy et RedOne, qui de plus produit la piste. Gaga explique que Monster décrit sa peur du sexe et des relations. Elle affirme que les paroles racontent le fait qu’elle tombe toujours en amour avec les mauvais garçons, et qu’au lieu de fuir, elle garde une passion pour ce genre de personnes. Elle ajoute que la peur que représente Monster est née de son besoin de posséder une relation amoureuse stable. Incorporant l’usage de graves notes de contrebasses et contenant des passages instrumentés avec un clavier, le titre contient des métaphores à propos des zombies ainsi qu’une référence au premier single de Gaga, Just Dance. Son refrain est décrit comme étant « imposant ».
Les critiques apprécient particulièrement l’arrangement vocal de la piste et à de nombreuses reprises, la décrivent comme étant la meilleure chanson de The Fame Monster. Toutefois, certains d’entre eux n’affectionnent pas les paroles. Monster bénéficie d’un bref succès commercial en 2010, se classant dans les palmarès de cinq pays, dont le Royaume-Uni et la Nouvelle-Zélande, en plus d’atteindre de hauts sommets dans le Billboard Hot Dance Club Songs ainsi que le Latin Pop Airplay, tous deux représentants des catégories spécifiques de ventes de chansons aux États-Unis. Gaga interprète principalement le morceau dans sa tournée The Monster Ball Tour, qui entre 2009 et 2011 parcourt le monde. L’interprétation montre Gaga se faisant sauvagement agresser, et est critiquée négativement par les journalistes de Manchester, au Royaume-Uni. Elle joue également le titre lors de l’émission The Oprah Winfrey Show.

## Développement
Monster est produit par Lady Gaga, Space Cowboy, RedOne, qui a aussi produit la piste.  La chanson est enregistrée en 2009 à Los Angeles aux studios Record Plant. Dans une interview avec MTV News, Gaga explique que Monster décrit sa peur du sexe ainsi que des relations, et que la signification générale du titre est à propos d’un « garçon avec un gros pénis »,. 

Lady Gaga interprétant Monster lors de son Monster Ball Tour

Elle élabore en disant que « C’est la peur de l’attachement tout en étant celle d’aimer quelqu’un qui est mauvais pour soi-même… Si vous écoutez les paroles, vous vous rendez compte qu’elles représentent quelqu’un qui sans cesse s’éprend d’amour avec les mauvais garçons, et qui revient toujours pour rencontrer de nouvelles personnes de ce genre ». Gaga ajoute que la peur présente dans Monster vient du fait qu’elle a un besoin de posséder une relation amoureuse stable. Elle décrit cela en affirmant que « J’ai toujours l’impression de tomber en amour avec un monstre… Mais ce dont j’ai réellement besoin est de la sécurité, de la sûreté et de la féminité, car nous sommes toutes responsables de la féminité ».

## Composition
Monster débute avec la voix de Gaga disant la ligne « Don’t call me Gaga » qui se traduit par « Ne m’appelle pas Gaga ». Elle contient des notes synthpops et une instrumentation inspirée des années 1980 faite avec une batterie. Selon Evan Sadwey de PopMatters, la piste crée une sorte de sentiment de joie. Elle incorpore l’usage de graves notes de contrebasse et contient des passages joués au clavier tandis que son refrain est décrit comme étant « imposant ». La voix de Gaga dans la chanson est comparée à celle de l’artiste Timbaland, bien que celle de Gaga soit « aussi chaude que l’enfer ». Selon la fiche musicale du titre, publiée sur Music Notes par Sony/ATV Music Publishing, Monster se classe dans une signature rythmique moyenne, et est composée dans la clef de C majeur. Le morceau contient un tempo dance-pop, avec un métronome de 168 battements par minute. La voix de Gaga se range d’abord dans la note E3 puis vers la fin du titre, dans la B4. Dans les couplets, la piste possède une progression d'accords de F-G-Am-Em. Lyriquement, la chanson parle d’une manière métaphorique d’un zombie qui mange le cœur de quelqu’un,. Le morceau contient certaines références à Just Dance, le premier single de Gaga, dans la ligne « I wanna Just Dance / But he hook me home instead » qui se traduit par « Je veux simplement danser / Mais à la place il m’a amené à la maison »,. Michael Hubbard de MusicOMH atteste que la ligne dans le dernier verset, « He tore my clothes right off / He ate my heart and then he ate my brain » qui se traduit par « Il a déchiré mes vêtements / Il a mangé mon cœur puis il a mangé mon esprit », ajoute « une touche machiavélique à la conclusion du titre ».

## Accueil critique
La chanson reçoit des avis partagés de la part des critiques. Michael Hubbard de MusicOMH décrit Monster comme étant « un potentiel single », saluant sa composition musicale, mais critiquant ses paroles. Evan Sadwey de PopMatters déplore également la présence des métaphores dans les paroles, et affirme ultimement que la piste est « un étonnant et réussi cocktail pop ». Ben Patashnik de NME trouve que le morceau « n’est pas assez accrocheur ». De son côté, Scott Plagenhoef de Pitchfork Media observe des similarités entre la voix de Gaga dans Monster et le travail général de Kylie Minogue. Brian Linder de IGN sent que la piste est « l’étoile des chansons de The Fame Monster » et complimente la ligne « We French kissed on a subway train / He tore my clothes right off / He ate my heart and then he ate my brain »  qui se traduit par  « Nous nous sommes embrassés dans un métro / Il a déchiré mes vêtements / Il a mangé mon cœur puis il a mangé mon esprit », la décrivant comme étant un « joyau lyrique ». Il conclut en disant que Monster est une « bombe dance floor ». Bill Lamb de About liste le morceau comme le meilleur de The Fame Monster, et affirme que la ligne « He ate my heart » qui se traduit par « Il a mangé mon cœur » semble être extraite du paradis de l’électro dance-pop. Jaime Gill de Yahoo déclare que le titre agit comme « une petite bête qui s’introduit lentement dans votre cerveau et qui devient impossible à retirer ». Monica Herrera de Billboard estime que la piste représente « adorablement les années 1980 ».

## Performance dans les hit-parades
Au Royaume-Uni, Monster fait son entrée dans le UK Singles Chart le 12 décembre 2009, à la 68e position, mais est exclu du palmarès la semaine suivante. Le 16 août 2010, la chanson commence son ascension dans le New Zealand Singles Chart, le hit-parade de la Nouvelle-Zélande, à la 30e place due à de fortes ventes numériques et de nombreuses diffusions radiophoniques. La semaine suivante, elle atteint la 29e position, puis régresse. Le titre totalise un total de sept semaines dans ce dernier classement. En Hongrie, le morceau se classe pour la première fois dans le Mahasz Single Top 10 lista le 23 novembre 2009, au sixième rang, mais est exclu du palmarès la semaine suivante. De plus, Monster atteint la 80e place du hit-parade australien, le ARIA Singles Chart, le 30 novembre 2009. Aux États-Unis, le 18 septembre 2010, la chanson se positionne dans le Billboard Hot Dance Club Songs au 49e échelon avant se déplacer au 29e le 9 octobre 2010, où elle reste une autre semaine. La piste est exclue du classement après huit semaines. Toujours aux États-Unis, le morceau se classe dans le Latin Pop Airplay, tout d’abord à la 32e place, puis un peu plus tard à la 22e. Monster reste au total 16 semaines dans ce hit-parade. Dans ce même pays, le titre touche la 12e place du Bubbling Under Hot 100 Singles, ce qui équivaut à la 112e position générale. Selon Nielsen Soundscan, la chanson s’est écoulée à 207 000 exemplaires numériques aux États-Unis.

## Interprétations en direct

Gaga en compagnie de ses danseurs, interprétant Monster en janvier 2010, aux États-Unis lors du Monster Ball.

Le 15 janvier 2010, Gaga interprète Monster dans un medley de trois chansons lors du The Oprah Winfrey Show. La performance commence avec un plan sur Gaga habillée d’une robe et d’une paire de pantalons, toutes deux agencées. Ayant une massue entourée de piques dans ses mains, ses cheveux sont en forme de couronnes. Monster est la première piste chantée dans le medley, faisant suite à Bad Romance et Speechless. Elle interprète aussi la chanson dans les représentations de sa tournée The Monster Ball Tour. La performance est précédée par une vidéo d’interlude montrant des corbeaux en plein vol ainsi que des chiens. L’interprétation du morceau débute avec l’apparition de Gaga, vêtue d’une veste faite de plumes, exécutant des pas de danse rappelant ceux de Michael Jackson. La toile de fond montre des ailes d’oiseaux noirs bougeant frénétiquement,,. Durant la version de 2010 de la tournée, la fin de l’interprétation de Monster est quelque peu modifiée. Contrairement à la première version, Gaga se fait assassiner par un meurtrier, qui la laisse dans une mare de sang.
Cette dernière scène de la performance est sévèrement critiquée au Royaume-Uni, plus précisément à Manchester, où les associations familiales et certains fans se sont plaints de cette séquence à la suite d'une tragédie locale, où 12 personnes se sont fait assassiner par un chaffeur de taxi, qui s’était produite récemment. Lynn Costello de l’agence des Mères contre la violence déclare que « Ce qui s’est produit à Bradford est vraiment frais dans l’esprit des gens et donner une performance violente alors que le drame de Cumbria s’est passé à peine quelques heures plus tôt est très intense »,. Chris Rock défend plus tard Gaga, affirmant que cela représente son comportement provocateur en disant, « Elle ne se nomme pas ‘Lady Prenez-Soin de Vous-Mêmes’. Voulez-vous un comportement adéquat d’une personne qui se nomme Gaga ? Est-ce à quoi vous vous attendez ? ».

## Crédits
| - Lady Gaga - arrangement, coproduction, chant, écriture - Robert Orton - Mixage - RedOne - Arrangement, Chœurs, Ingénierie audio, Édition, Instrumentation, Production, Enregistrement, Écriture | - Dave Russel - Ingénierie audio - Johnny Severin - Édition, Ingénierie audio - Space Cowboy - Chœurs, Enregistrement, Écriture Source |

## Classements
| Pays                               | Position | Temps au hit-parade | Certification |
| ---------------------------------- | -------- | ------------------- | ------------- |
| Australie                          | 80e      | 2 semaines          |               |
| États-Unis                         | 112e     | 1 semaine           |               |
| États-Unis (Hot Dance Club Songs), | 29e      | 8 semaines          |               |
| États-Unis (Latin Pop Airplay),    | 22e      | 16 semaines         |               |
| Hongrie                            | 6e       | 1 semaine           |               |
| Nouvelle-Zélande                   | 29e      | 7 semaines          |               |
| Royaume-Uni                        | 68e      | 1 semaine           |               |